# New Zealand Football Championship 2016-2017
Il campionato neozelandese di calcio 2016-2017 è stato il tredicesimo a disputarsi con questa formula (New Zealand Football Championship). 
Il Team Wellington ha conquistato il campionato per la seconda volta nella sua storia.

## Squadre partecipanti
| Club                    | Città        | Stadio                |
| ----------------------- | ------------ | --------------------- |
| Auckland City           | Auckland     | Kiwitea Street        |
| Canterbury Utd          | Christchurch | English Park          |
| Eastern Suburbs         | Kohimarama   | Bill McKinlay Park    |
| Hamilton Wanderers      | Hamilton     | Porritt Stadium       |
| Hawke’s Bay Utd         | Napier       | Bluewater Stadium     |
| Southern United         | Dunedin      | Sunnyvale Park        |
| Tasman Utd              | Nelson       | Trafalgar Park        |
| Team Wellington         | Wellington   | David Farrington Park |
| Waitakere Utd           | Waitakere    | The Trusts Arena      |
| Wellington Phoenix Res. | Wellington   | David Farrington Park |

## Classifica finale
| #  | Squadra                 | Pt | PG | V  | N | P  | GF | GS | DR  |
| -- | ----------------------- | -- | -- | -- | - | -- | -- | -- | --- |
| 1  | Auckland City           | 36 | 18 | 11 | 3 | 4  | 35 | 15 | +20 |
| 2  | Team Wellington         | 36 | 18 | 11 | 3 | 4  | 51 | 32 | +19 |
| 3  | Waitakere Utd           | 34 | 18 | 10 | 4 | 4  | 31 | 25 | +6  |
| 4  | Hawke’s Bay Utd         | 32 | 18 | 10 | 2 | 6  | 46 | 30 | +16 |
| 5  | Eastern Suburbs         | 30 | 18 | 9  | 3 | 6  | 28 | 25 | +3  |
| 6  | Canterbury Utd          | 24 | 18 | 6  | 6 | 6  | 32 | 28 | +4  |
| 7  | Wellington Phoenix Res. | 22 | 18 | 6  | 4 | 8  | 25 | 33 | -8  |
| 8  | Tasman Utd              | 17 | 18 | 4  | 5 | 9  | 29 | 42 | -13 |
| 9  | Hamilton Wanderers      | 13 | 18 | 4  | 1 | 13 | 24 | 50 | -26 |
| 10 | Southern United         | 10 | 18 | 3  | 1 | 14 | 20 | 41 | -21 |

## Finals series
|  | Semifinali | Semifinali           | Semifinali      |                 |               | Finale        | Finale | Finale |  |
|  |            |                      |                 |                 |               |               |        |        |  |
|  | 1          | Auckland City        | 1               |                 |               |               |        |        |  |
|  | 1          | Auckland City        | 1               |                 |               |               |        |        |  |
|  | 4          | Hawke’s Bay Utd      | 0               |                 |               |               |        |        |  |
|  | 4          | Hawke’s Bay Utd      | 0               |                 | Auckland City | Auckland City | 1      |        |  |
|  |            |                      |                 |                 | Auckland City | Auckland City | 1      |        |  |
|  |            |                      | Team Wellington | Team Wellington | 2             |               |        |        |  |
|  | 2          | Team Wellington(dcr) | Team Wellington | Team Wellington | 2             | 6 (3)         |        |        |  |
|  | 2          | Team Wellington(dcr) |                 |                 |               |               |        |        |  |
|  | 3          | Waitakere Utd        | 6 (2)           |                 |               |               |        |        |  |